# Lipová (zámek)
Barokní zámek v pohraniční obci Lipová na Děčínsku v Ústeckém kraji byl vystavěn ve 30. letech 18. století. Od té doby nebyl až na malé úpravy přestavován. Po letech chátrání je však výrazně poničený, barokní střechy a krovy jsou propadlé. Jeho majitelem je občanské sdružení Via Tempora Nova, které usiluje o jeho záchranu. Náklady na ni se budou pohybovat v řádu stovek milionů korun.
Zámek je chráněn jako kulturní památka, je však zároveň veden v seznamu ohrožených nemovitých památek.

## Historie
Starý lipovský zámek postavili pravděpodobně po roce 1566 Šlejnicové, postupem času však přestal vyhovovat. Výstavbu nového zámku nechal v roce 1736 nebo 1738 zahájit hrabě Leopold Antonín Salm-Reifferscheidt (1699–1769), majitel panství Lipová a maršálek císařské rakouské armády, který se pod vedením prince Evžena Savojského účastnil válek s Osmanskou říší. Podoba stavby je pravděpodobně dílem architekta italského původu Girolama (Jeronýma) Costy. Původní tvář stavby nese jen stopy dílčích klasicistních úprav z přelomu 18. a 19. století.
Ze tří bezdětných synů starohraběte Josefa Václava Salm-Reifferscheidta vlastnil zámek Hainšpach s loveckým zámečkem Šternberk u Brtníků (německy Zeidler) a patronátními právy ke kostelům v Lobendavě, Krásnu, Mikulášovicích a Brtníkách prostřední syn František Josef (1819-1885). Dříve než roku 1889 zemřel poslední syn Alois, přešel zámek prostřednictvím jeho dcery Johanky Josefíny Roziny (1827-1892), provdané za Osvalda I. Thun-Hohensteina (1817-1883) do vlastnictví Thun-Hohensteinů; zdědil jej jejich syn Josef Osvald II. Thun-Hohenstein. Od posledního majitele z tohoto rodu, Osvalda III., jej za první pozemkové reformy v roce 1924 získal pražský advokát JUDr. Josef Růžička, syn Apolla Růžičky (1856-13.1.1927), emeritního ředitele Živnobanky.
V roce 1938 zámek zkonfiskovali Němci a poté jej využívali jako lazaret. Německá říše jej prodala chomutovské filiálce německé ocelářské firmy Mannesmann. Ta ze zámku vytvořila rekreační zařízení, později sloužící oddílům SS.
Po druhé světové válce byl zámek sice vrácen rodině Růžičkových, v roce 1948 byl však znárodněn. Poté fungoval jako domov důchodců, později zde měla sídlo vojenská posádka. Po jejím odchodu v roce 1970 začala devastace areálu. V roce 1995 získala zámek v restituci Kateřina Ebelová. Poničenou památku prodala za 700 tisíc korun nizozemské firmě Obrození, s.r.o., která však do její záchrany neinvestovala. Začaly se tak propadat některé střechy a stropy místností. V 90. letech střechu také poničil požár.
Památkáři naléhali na nizozemské majitele, aby zámek opravovali, nebo prodali. V listopadu 2011 jej koupilo sdružení Via Tempora Nova za cenu necelých dvou milionů korun. Podle fotodokumetace Památkového katalogu z 20. května 2020 dosud podstatné práce pro záchranu stavby neproběhly a zámek je stále bez střech. 

## Záchrana zámku
Sdružení Via Tempora Nova uvádí odhady celkových nákladů v rozmezí od 284 milionů  do 600 milionů korun. Jeho zástupci věří, že finance získají díky pomoci kraje, státu i Evropské unie či Norských fondů. První dotaci ve výši půl milionu korun získalo sdružení v roce 2013 od Ústeckého kraje.
První kroky k záchraně zámku začali členové sdružení podnikat již v roce 2012. Tehdy nechali vysekat náletové dřeviny a křoví na nádvoří i v někdejším zámeckém parku, dosahující výšky několika metrů. Díky tomu objevili barokní kašnu, o jejíž existenci do té doby nevěděli. Na obnově parku se sdružením spolupracuje botanik Václav Větvička.
Ze známých osobností se do podpory sdružení zapojili např. i herec Luděk Munzar, kytarista Štěpán Rak nebo houslista Jaroslav Svěcený, který na zámku založil tradici benefičních koncertů Lipovské hudební slavnosti.

## Zajímavost
Zámek má sedm schodišť, jejichž počet tak odpovídá počtu dnů v týdnu, dále dvanáct komínů, kterých je stejně jako měsíců v roce, 52 pokojů jako je týdnů a 365 oken a dveří jako je dnů v roce.

## Galerie

Proměny lipovského zámku
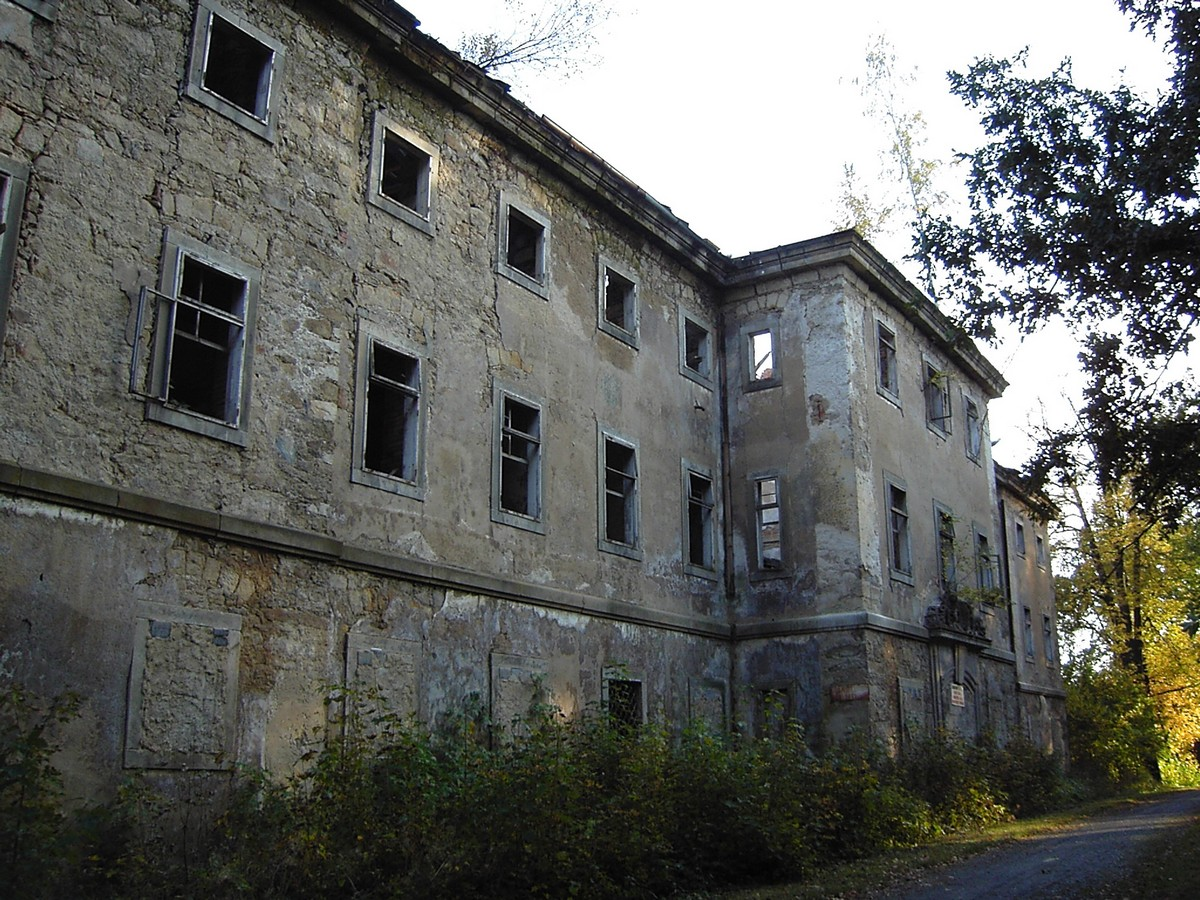
Průčelí (2005)
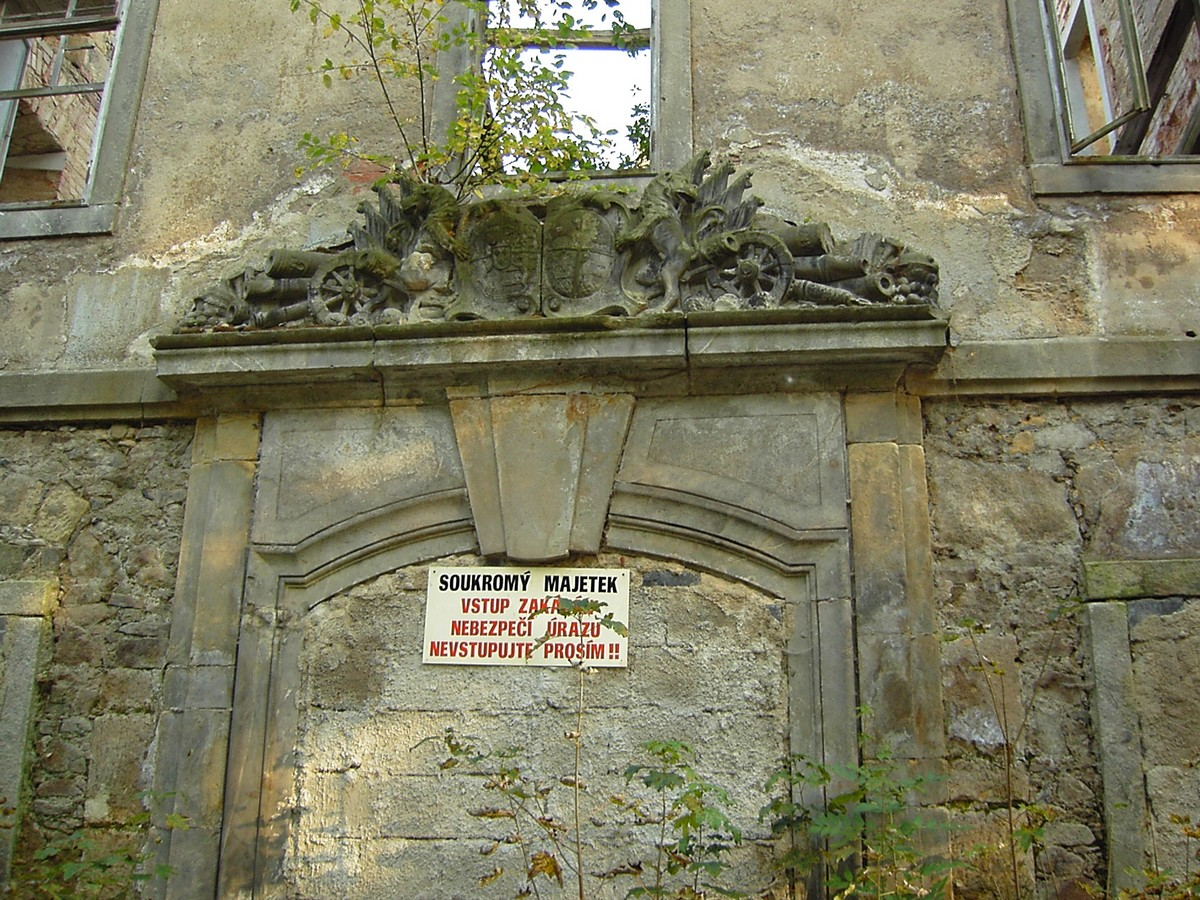
Portál se znakem (2005)
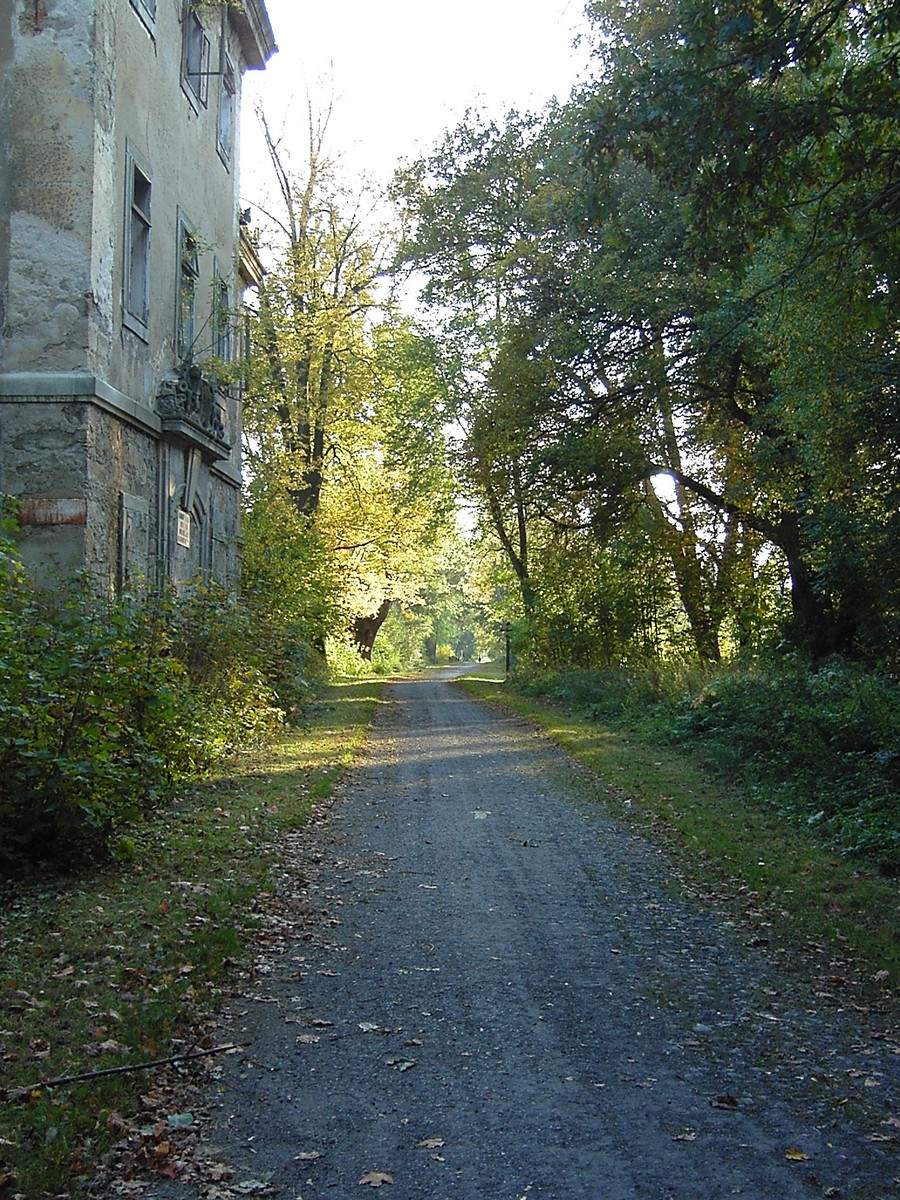
Cesta podél zámku (2006)
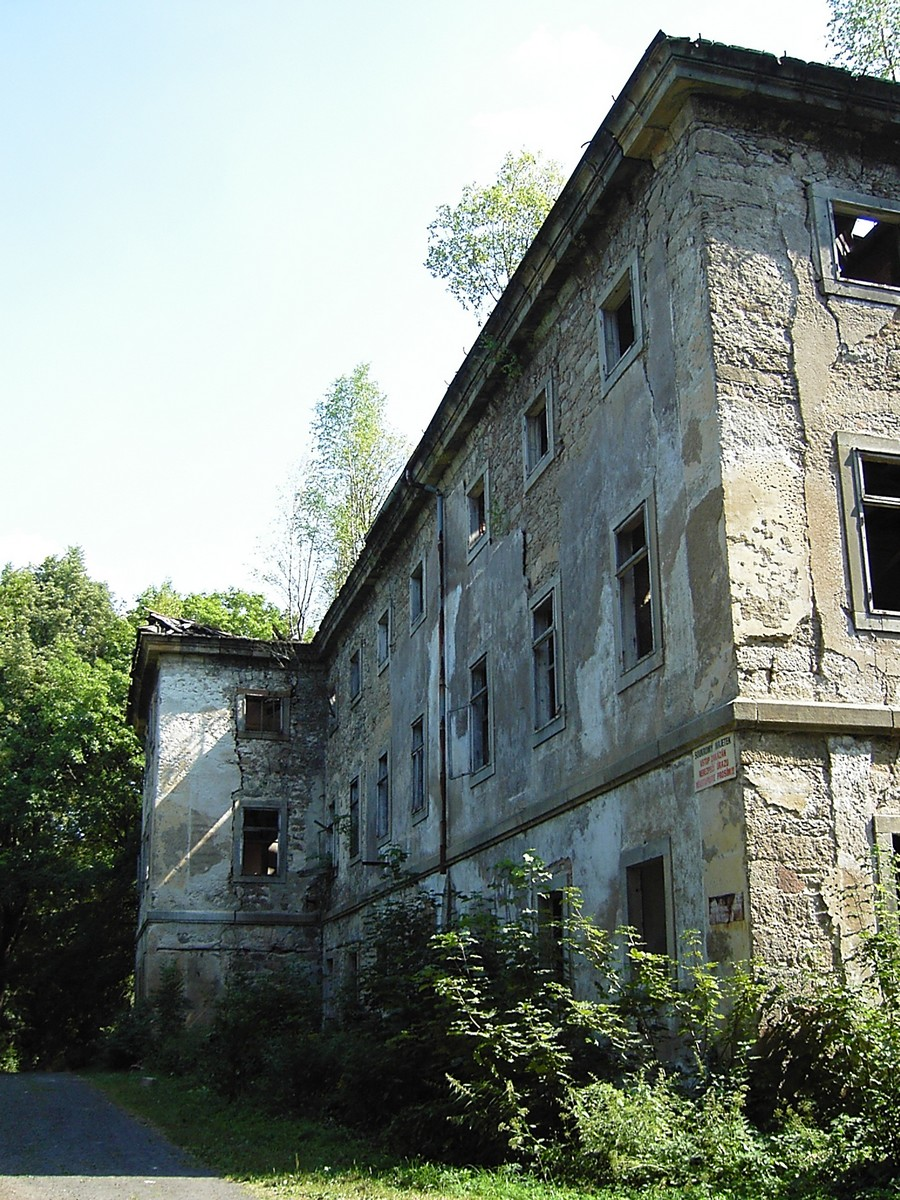
Severovýchodní křídlo (2006)
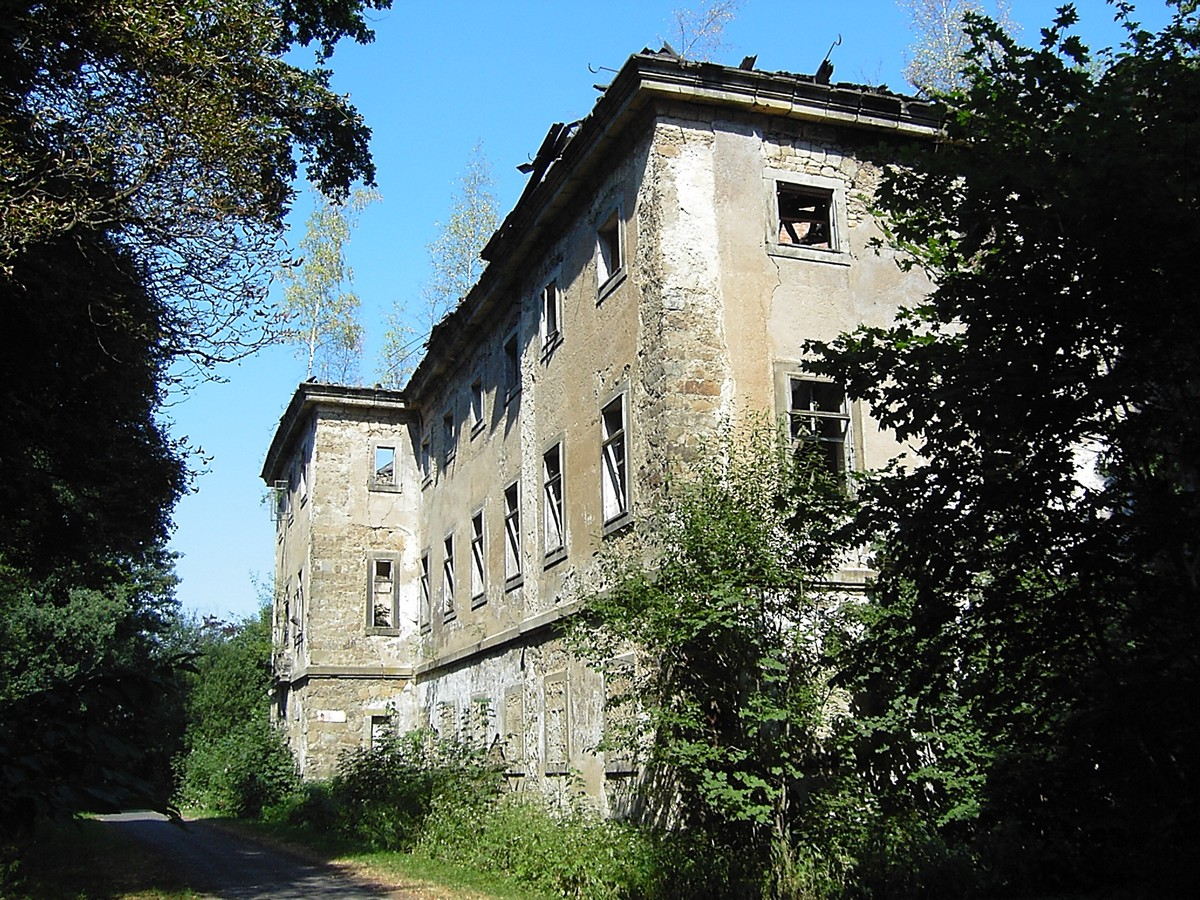
Průčelí (2006)
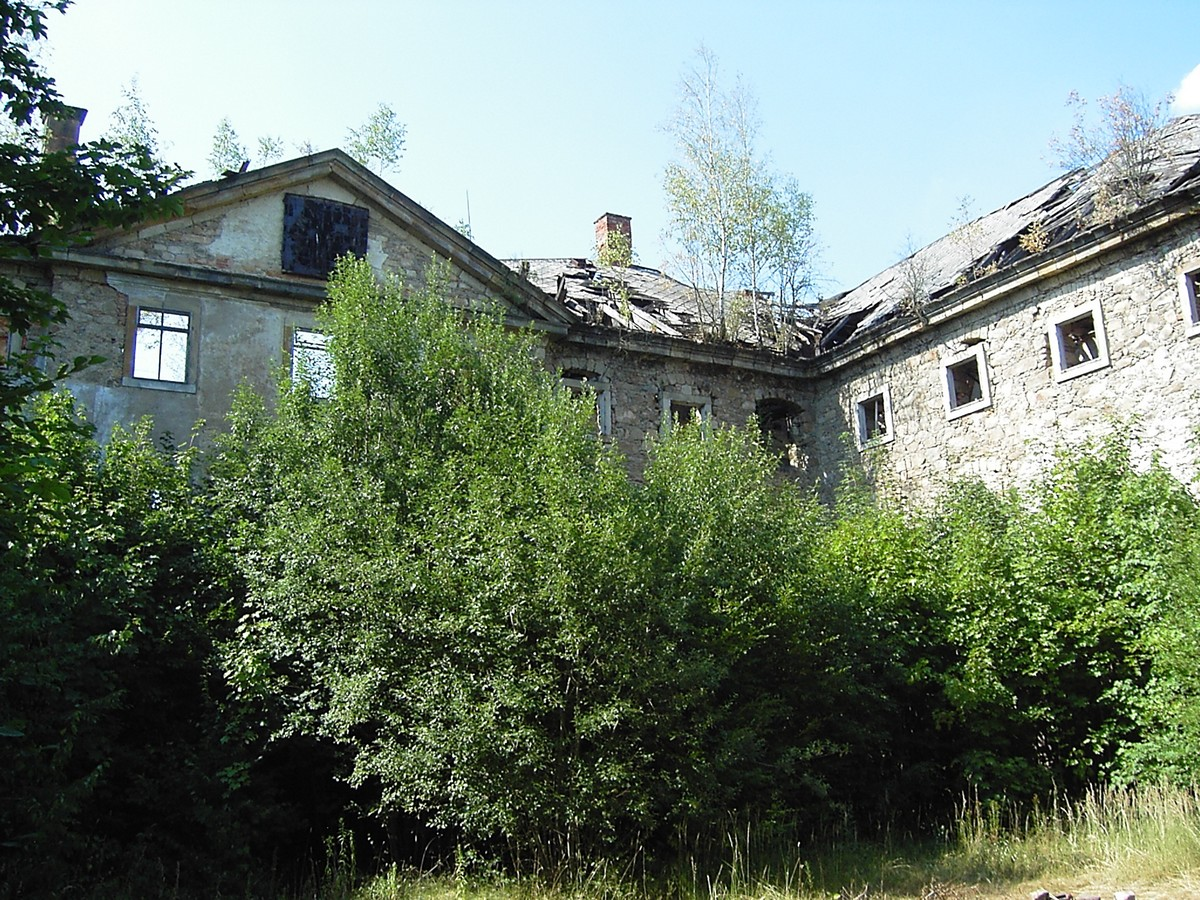
Nádvoří (2006)
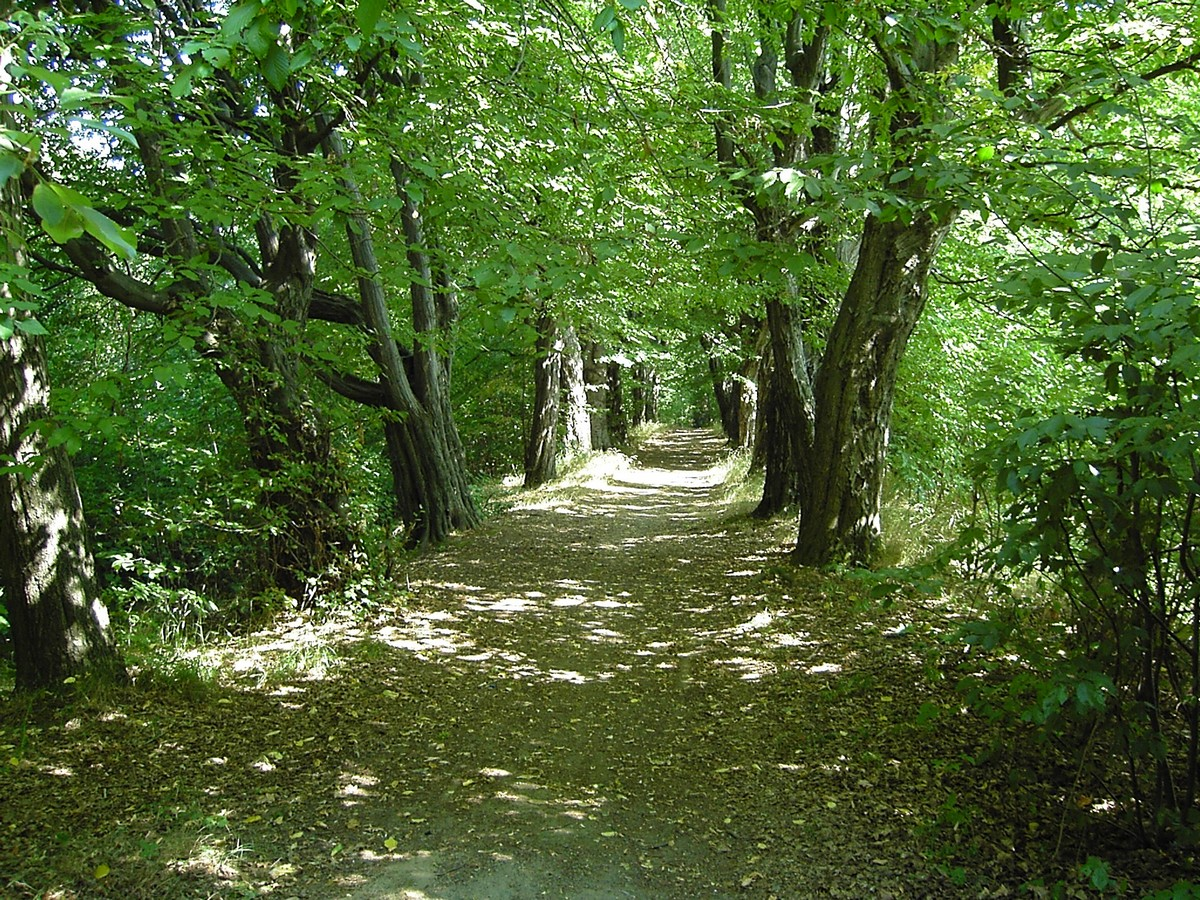
Alej v zámeckém parku (2006)
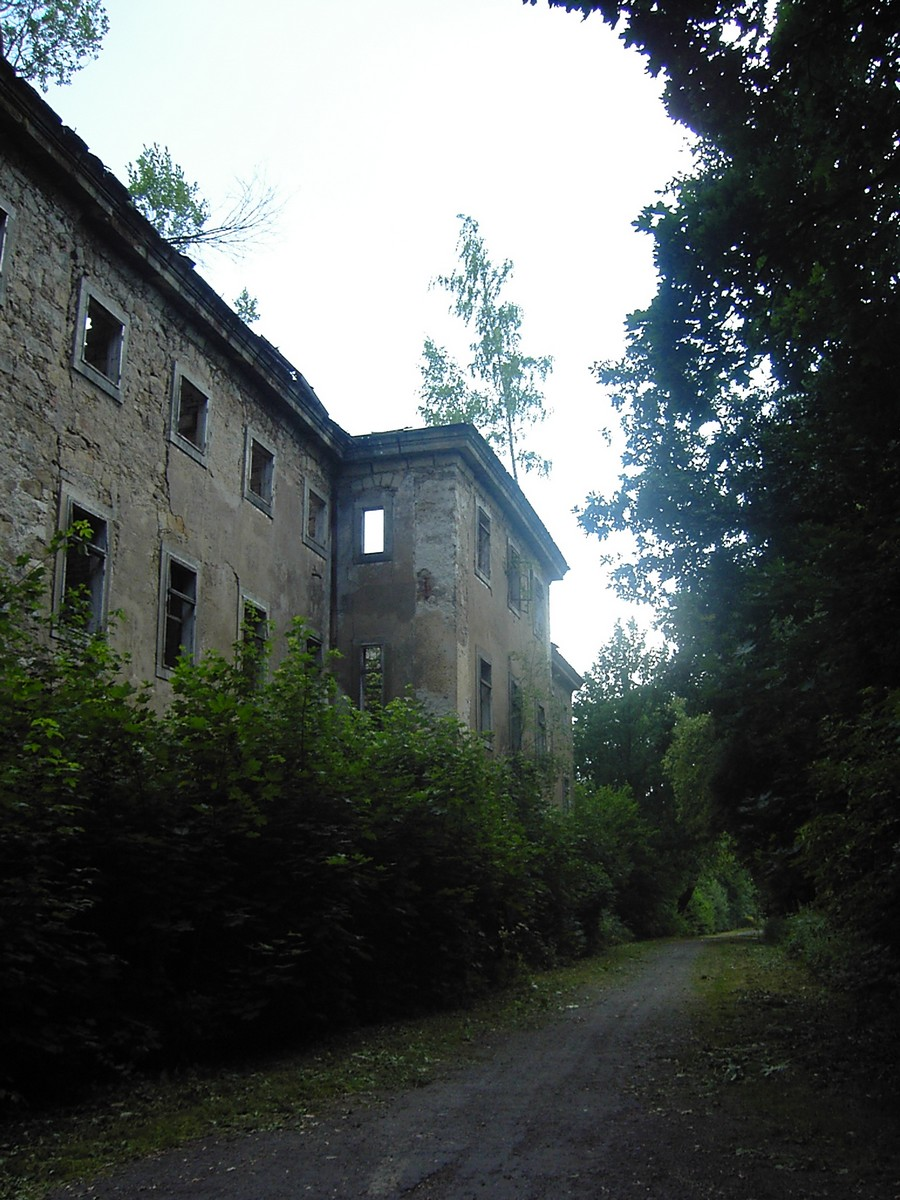
Průčelí s cestou (2008)
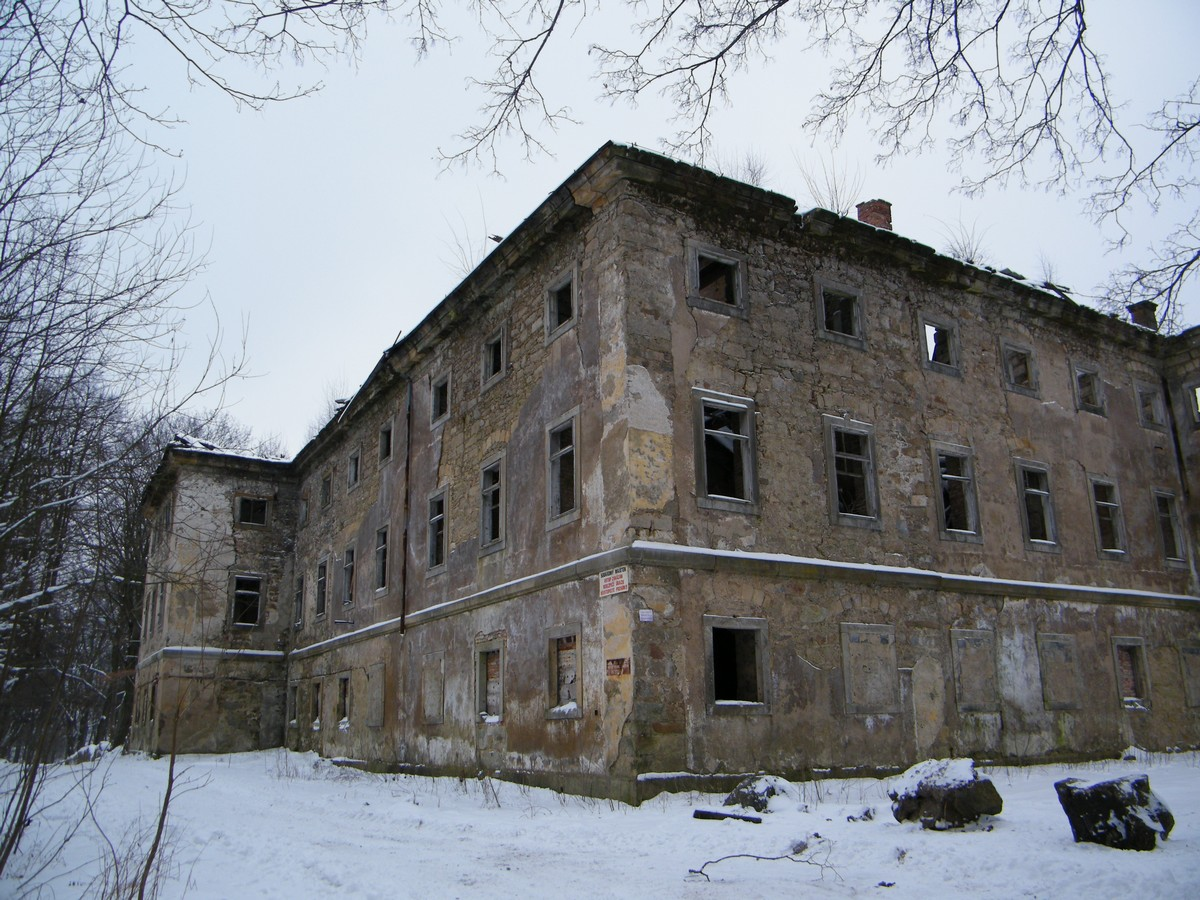
Severovýchodní křídlo (2010)
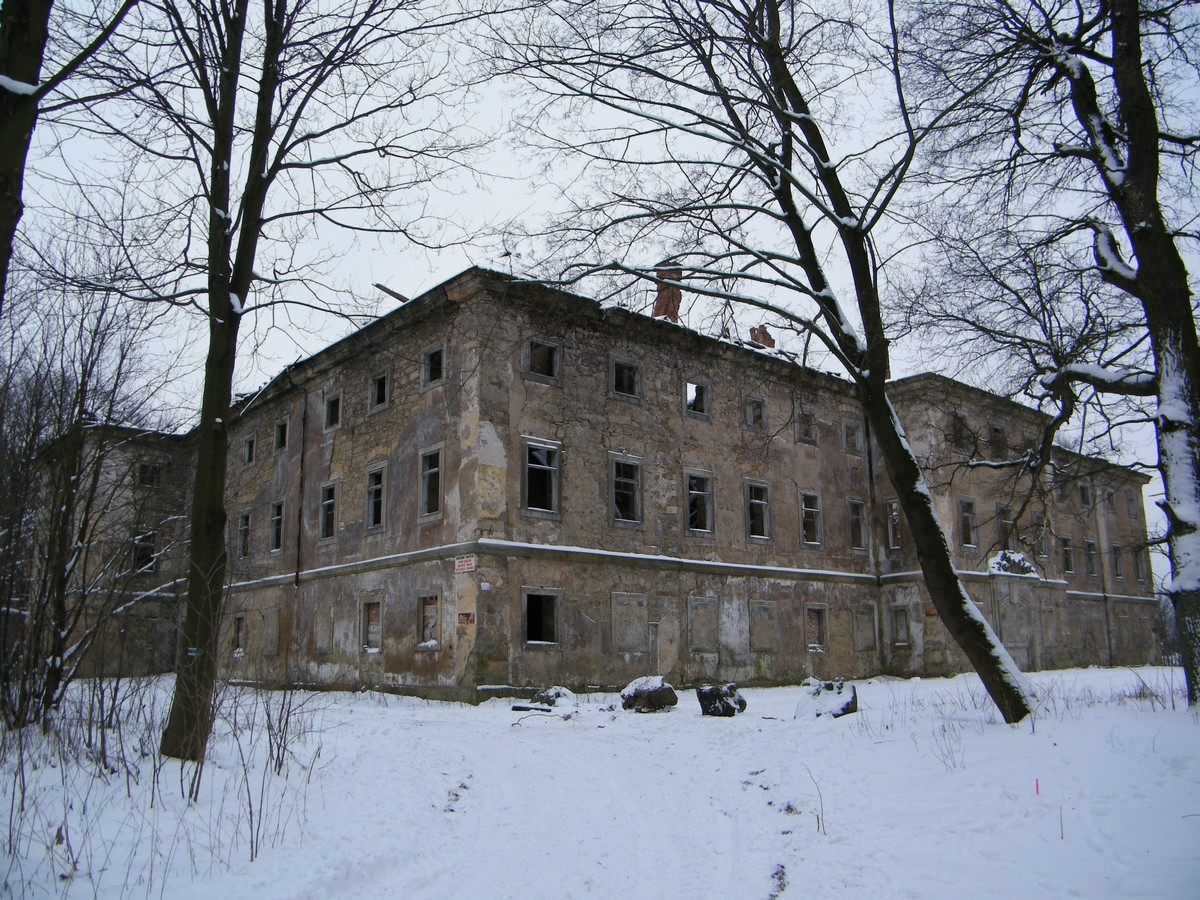
Průčelí (2010)
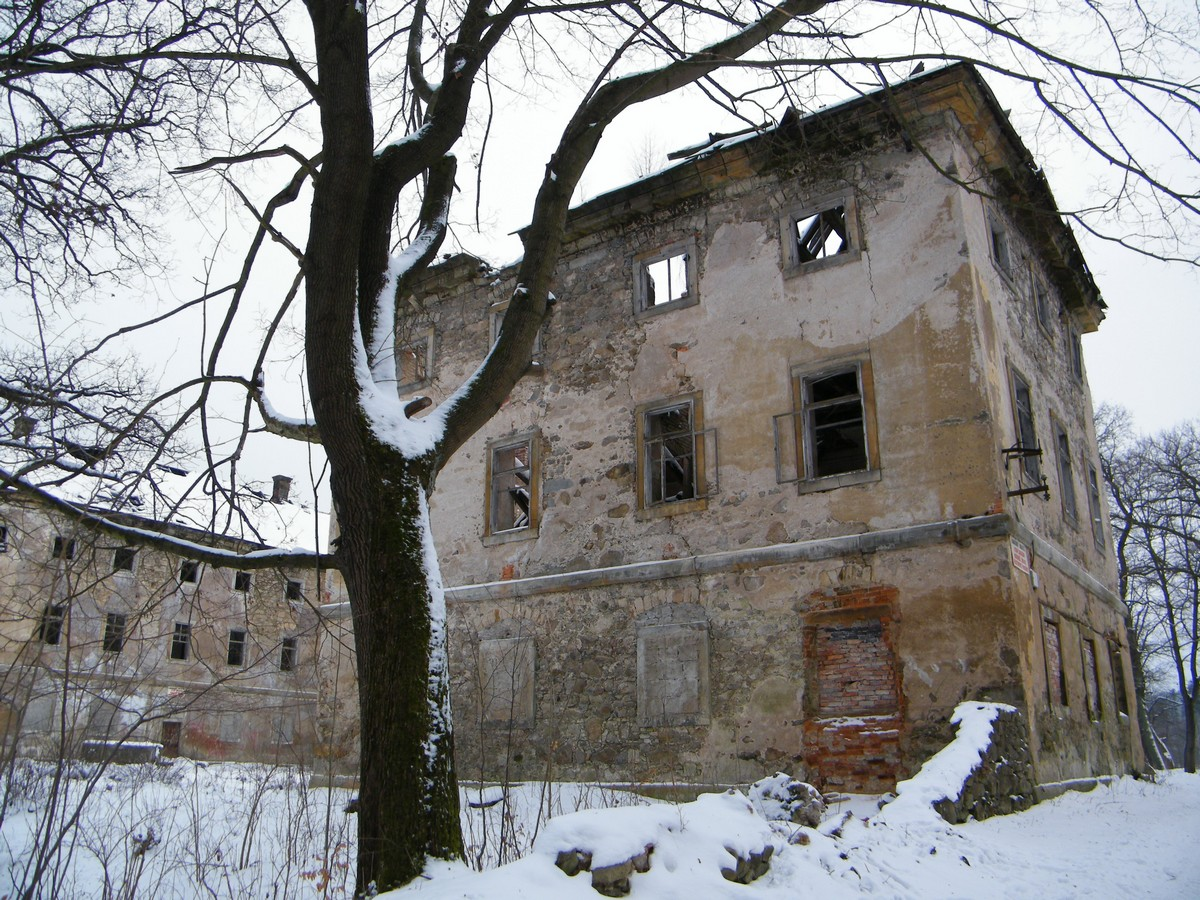
Severovýchodní křídlo (2010)
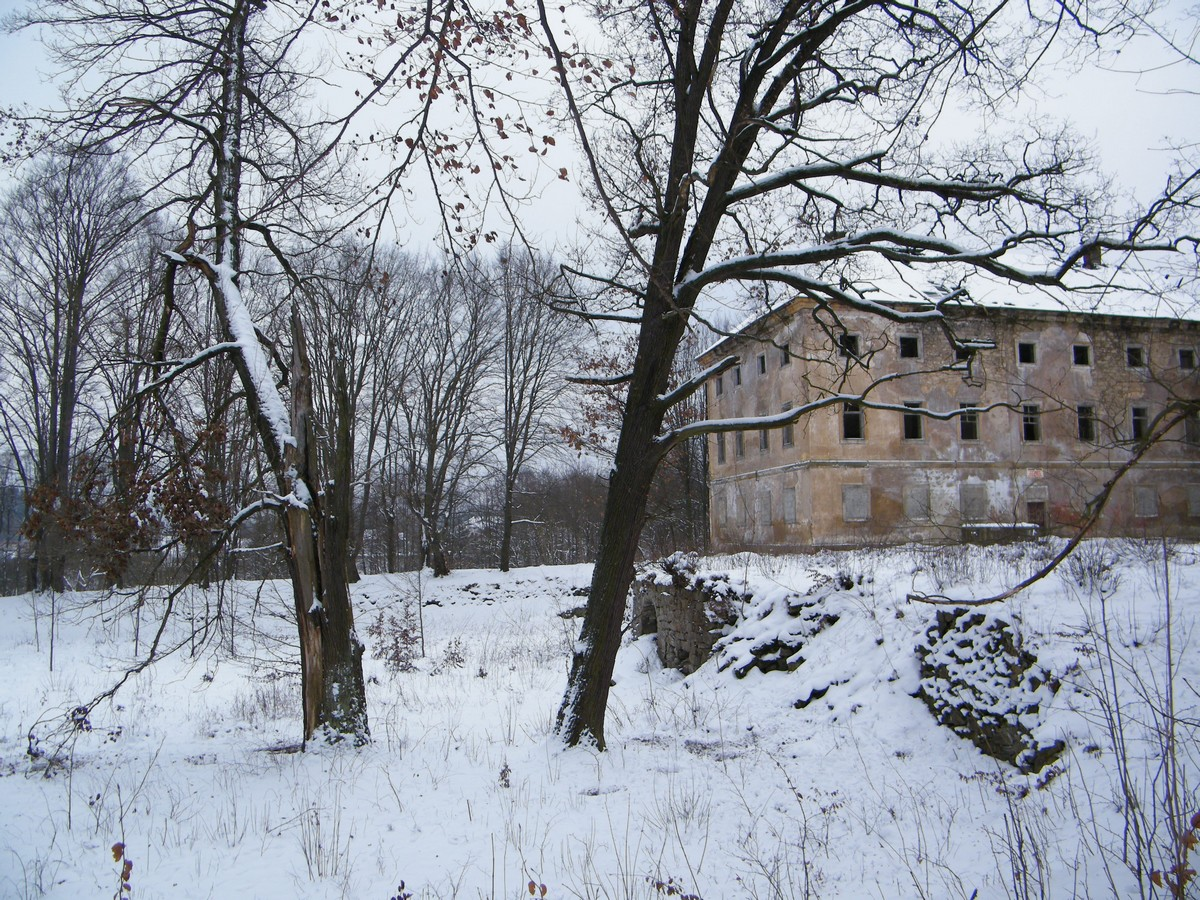
Zámecký park (2010)
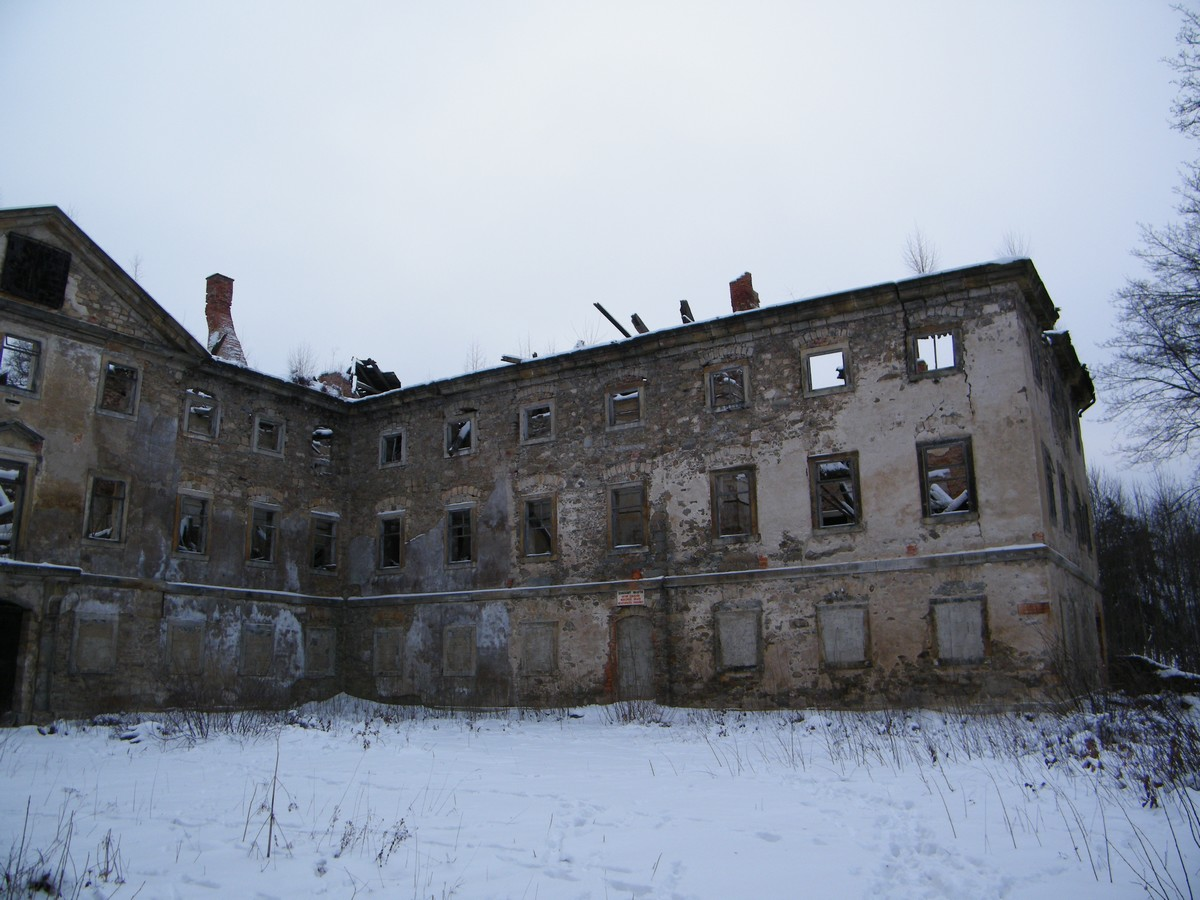
Nádvoří (2010)
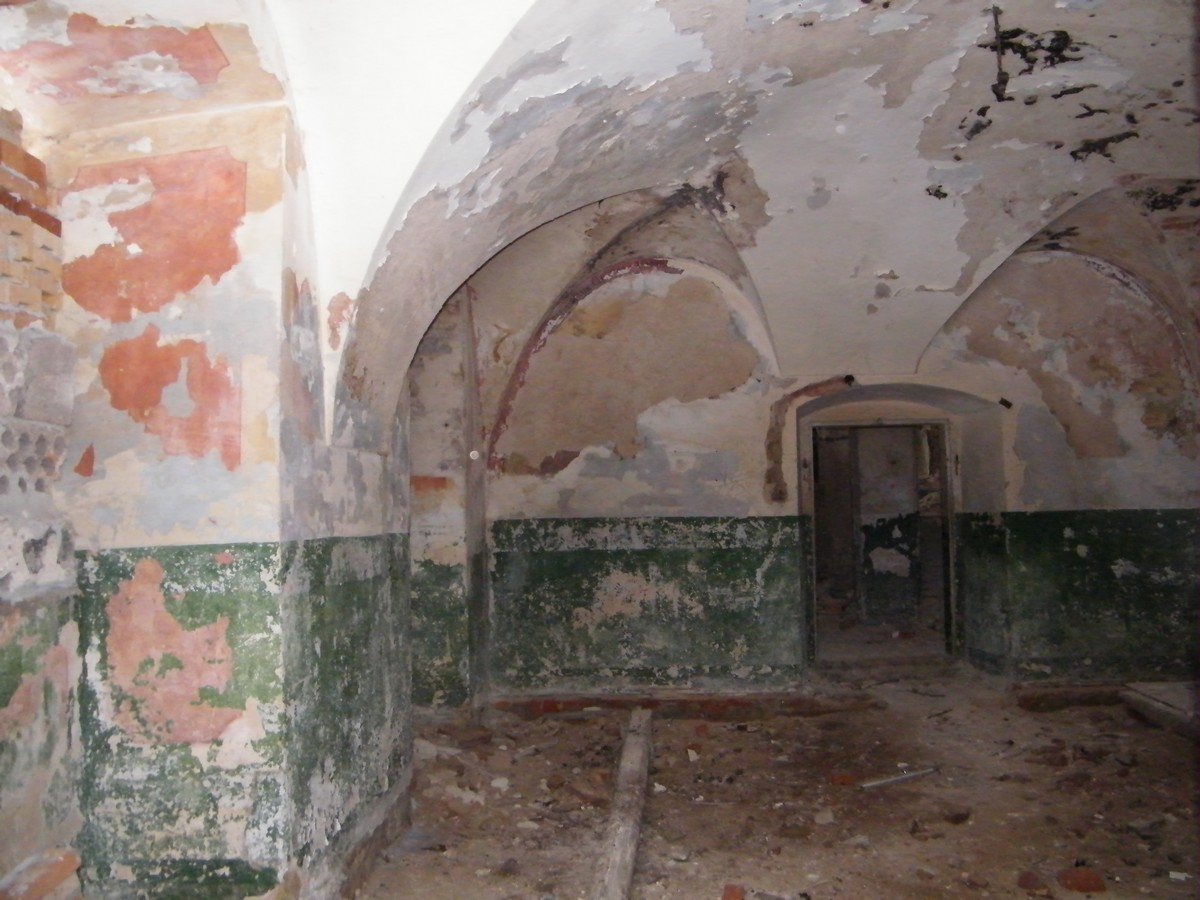
Místnost v přízemí (2010)
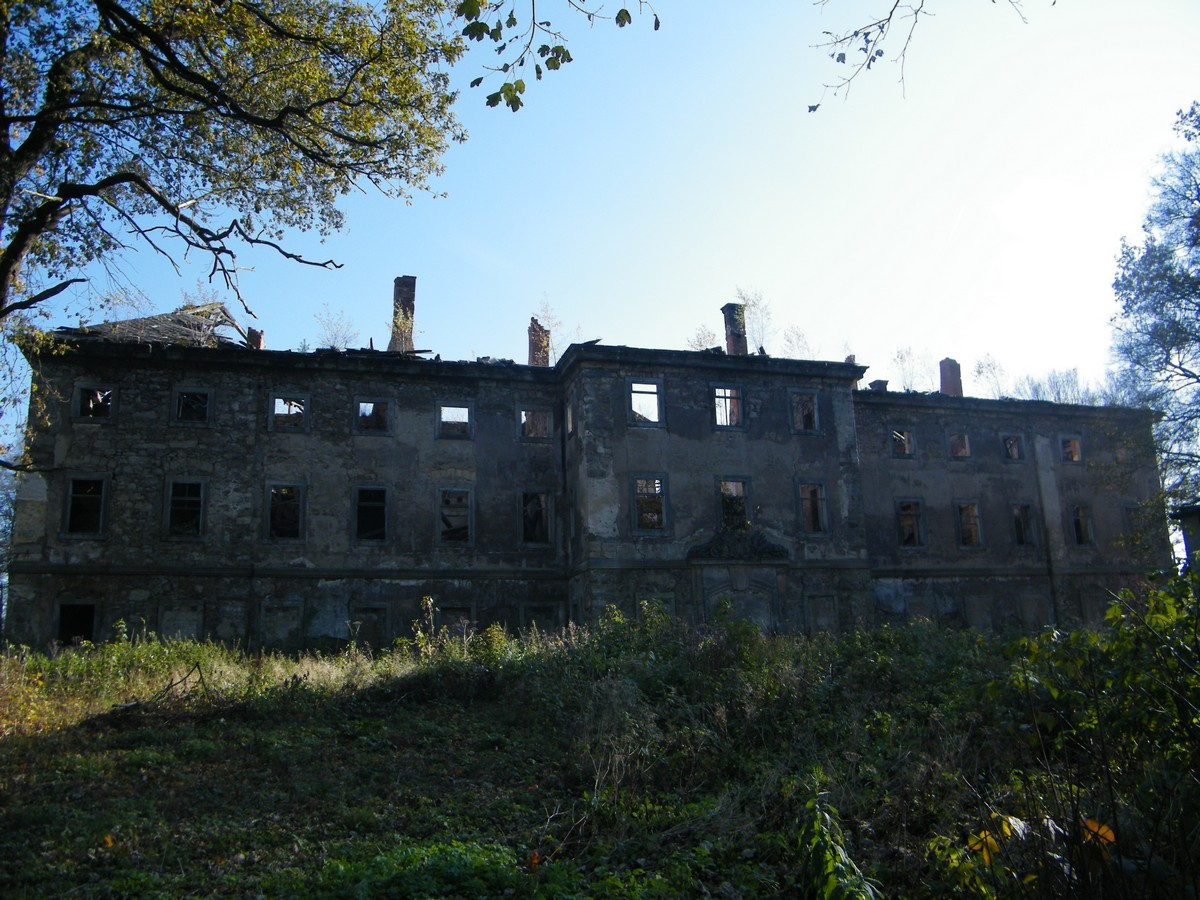
Průčelí (2010)
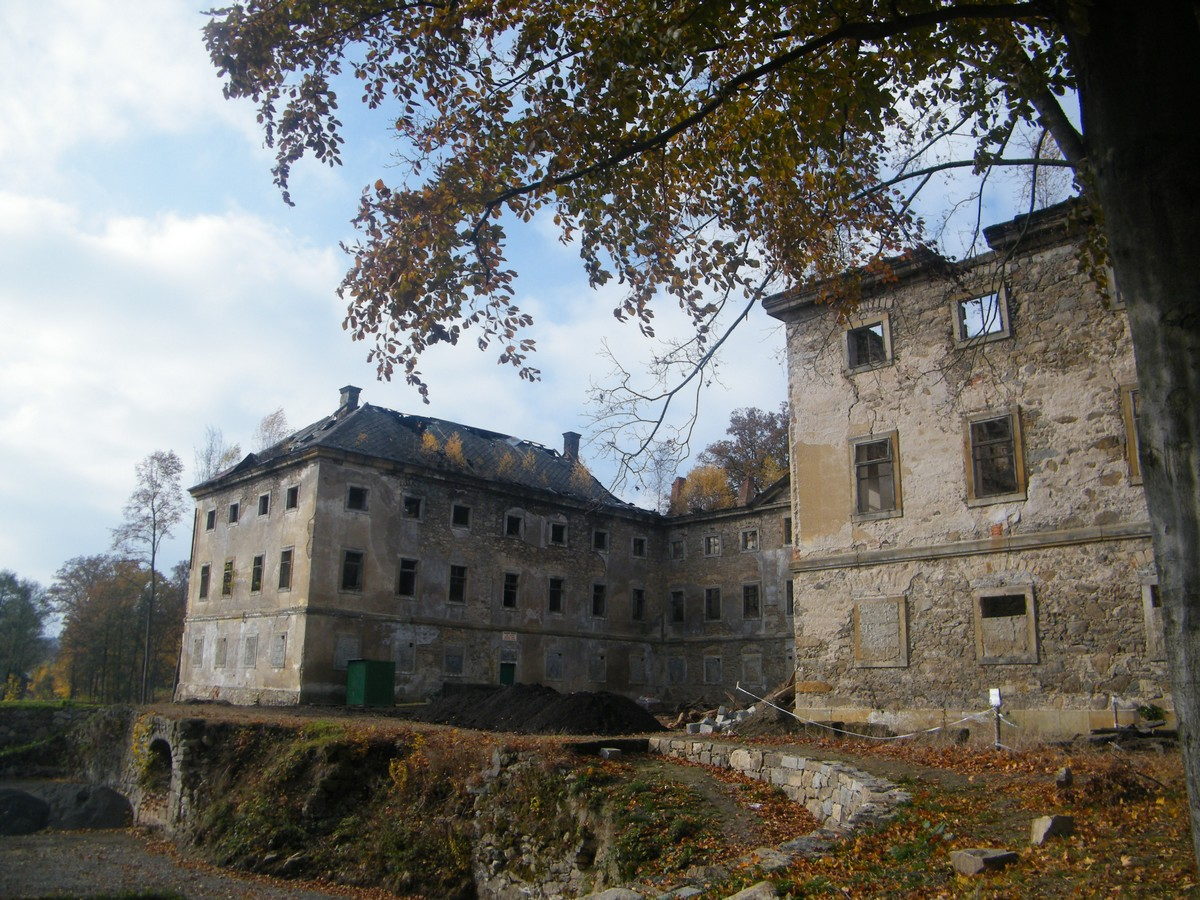
Pohled z parku (2015)
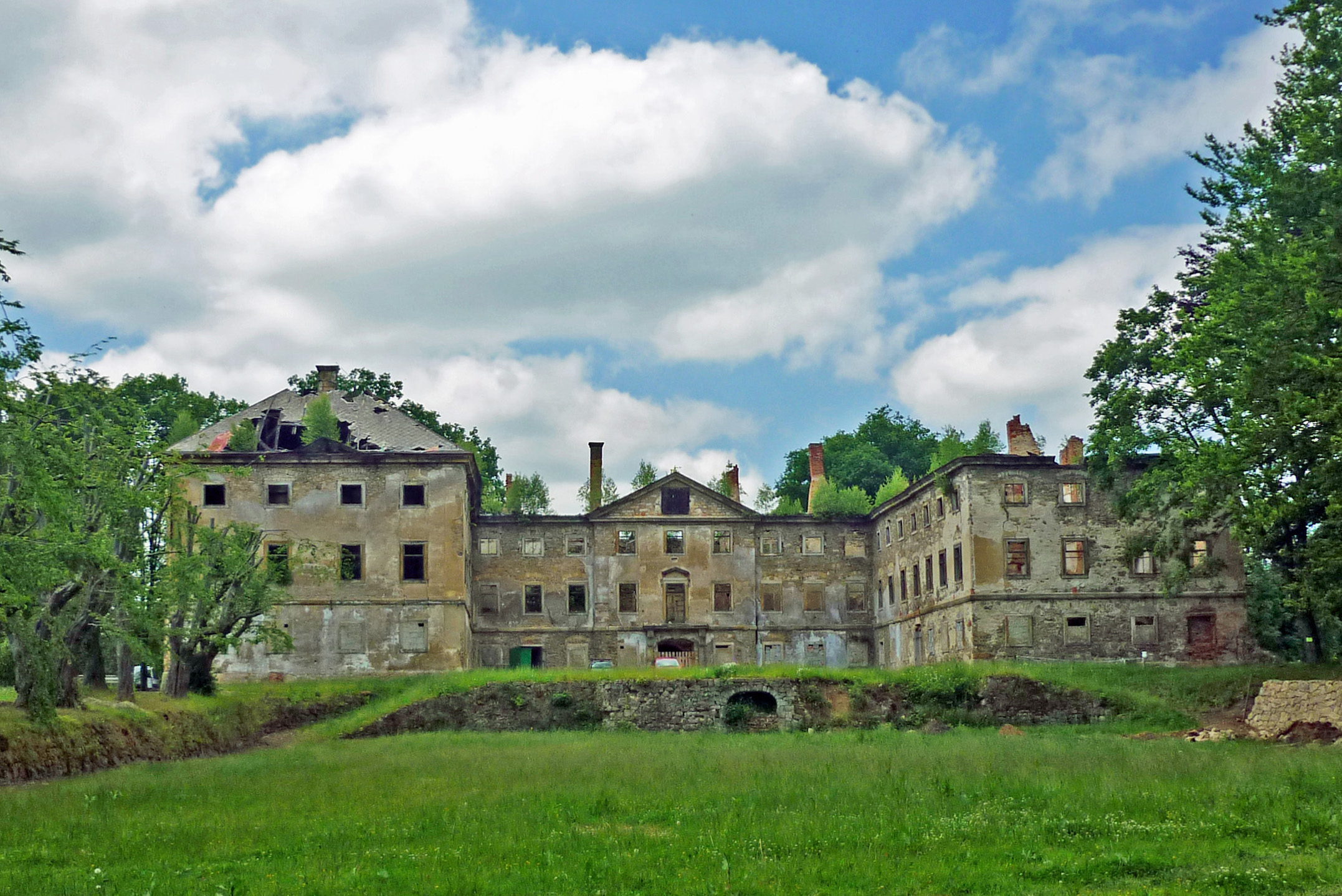
Pohled z parku (2015)
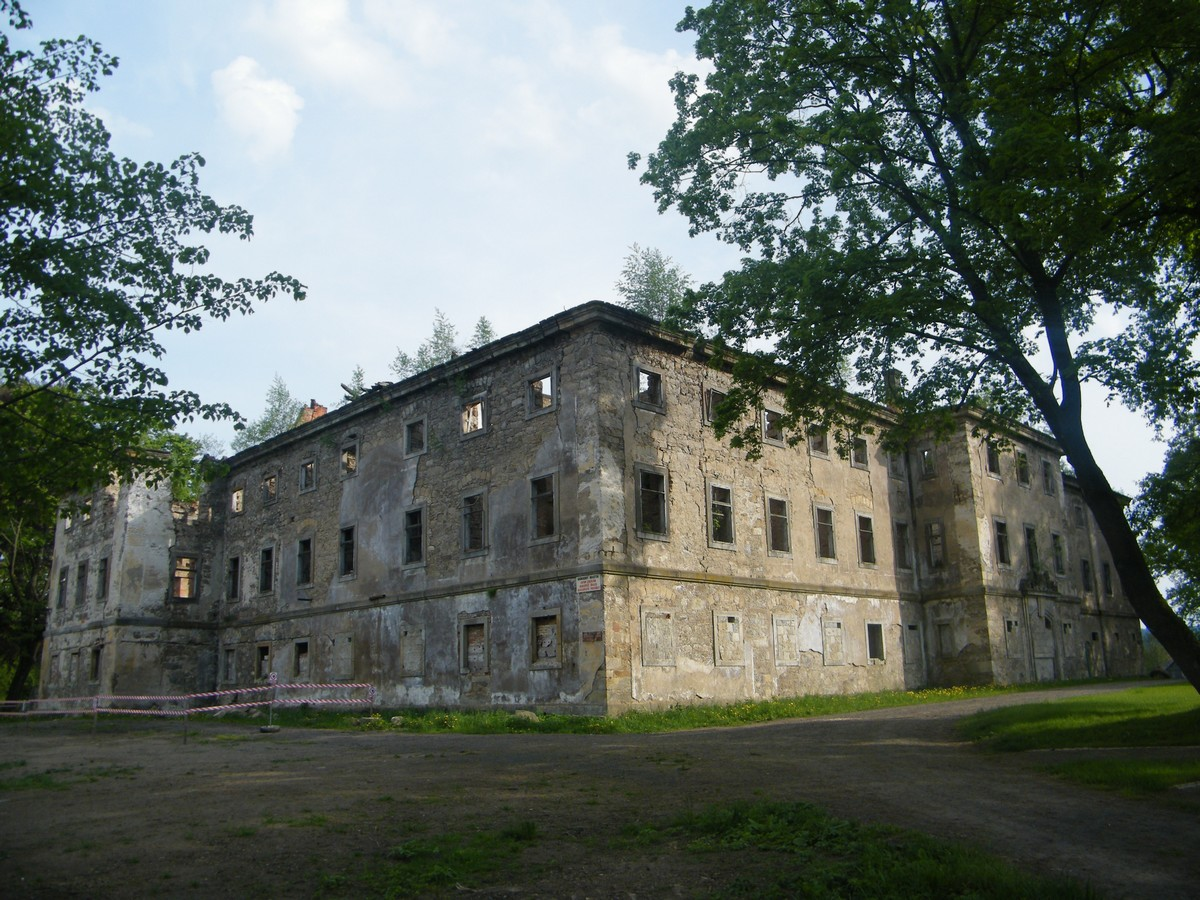
Průčelí a severovýchodní křídlo (2016)
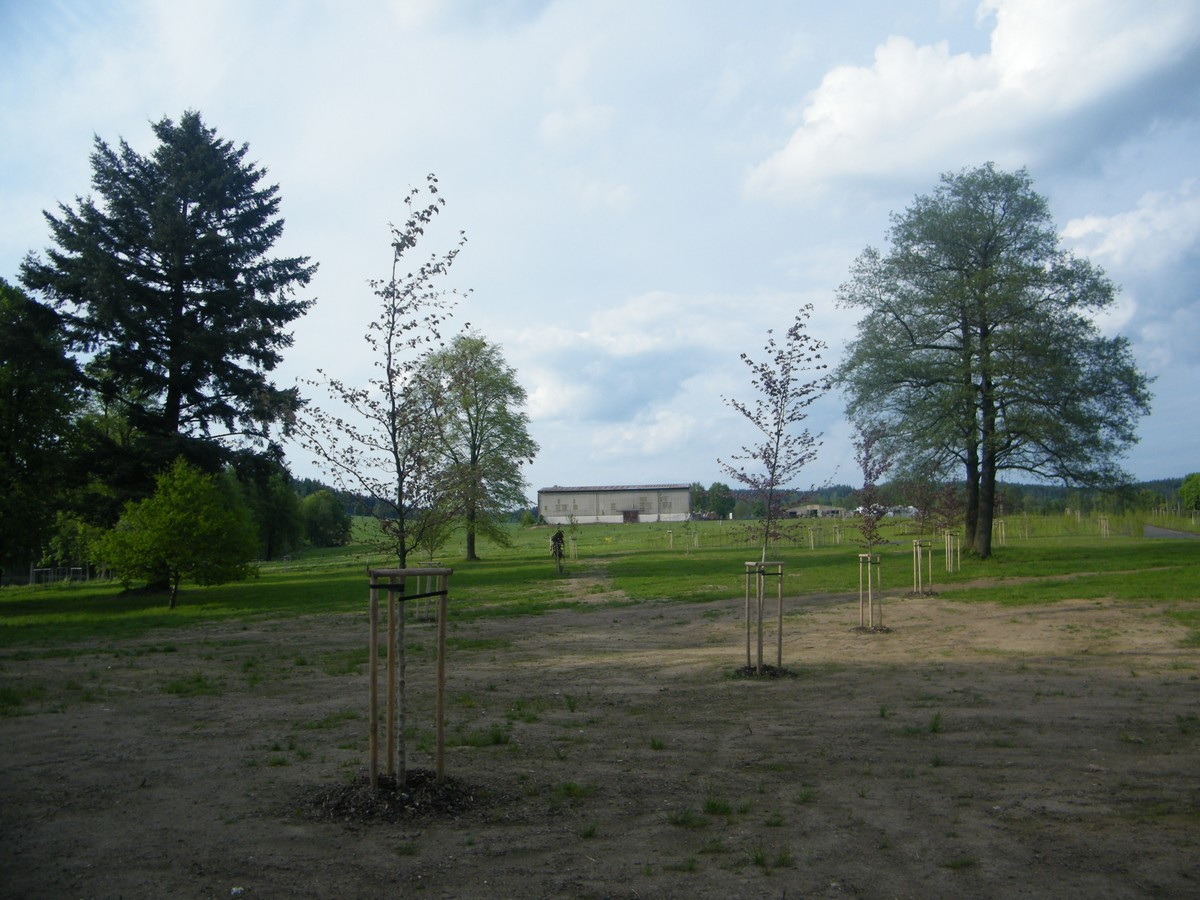
Nový park severně od zámku (2015)
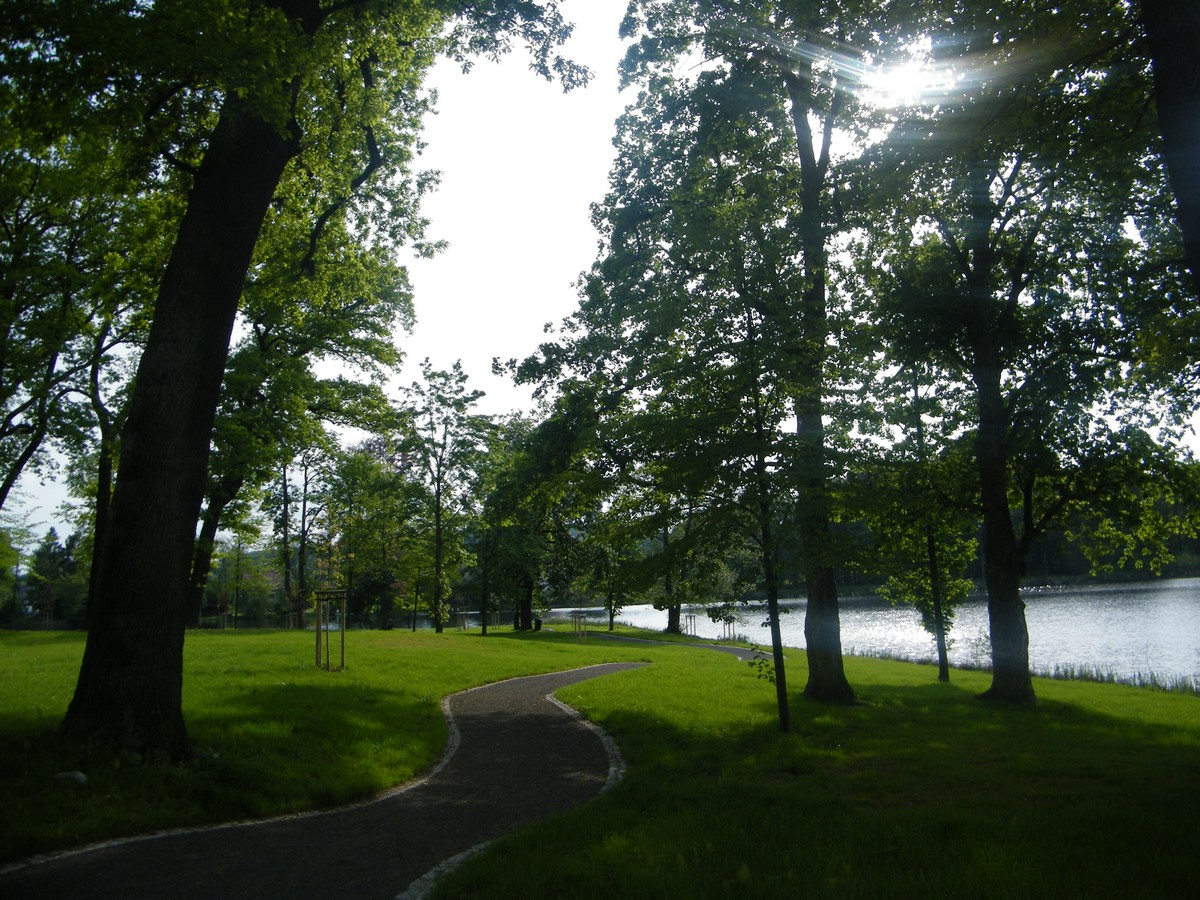
Park mezi zámkem a rybníkem (2015)
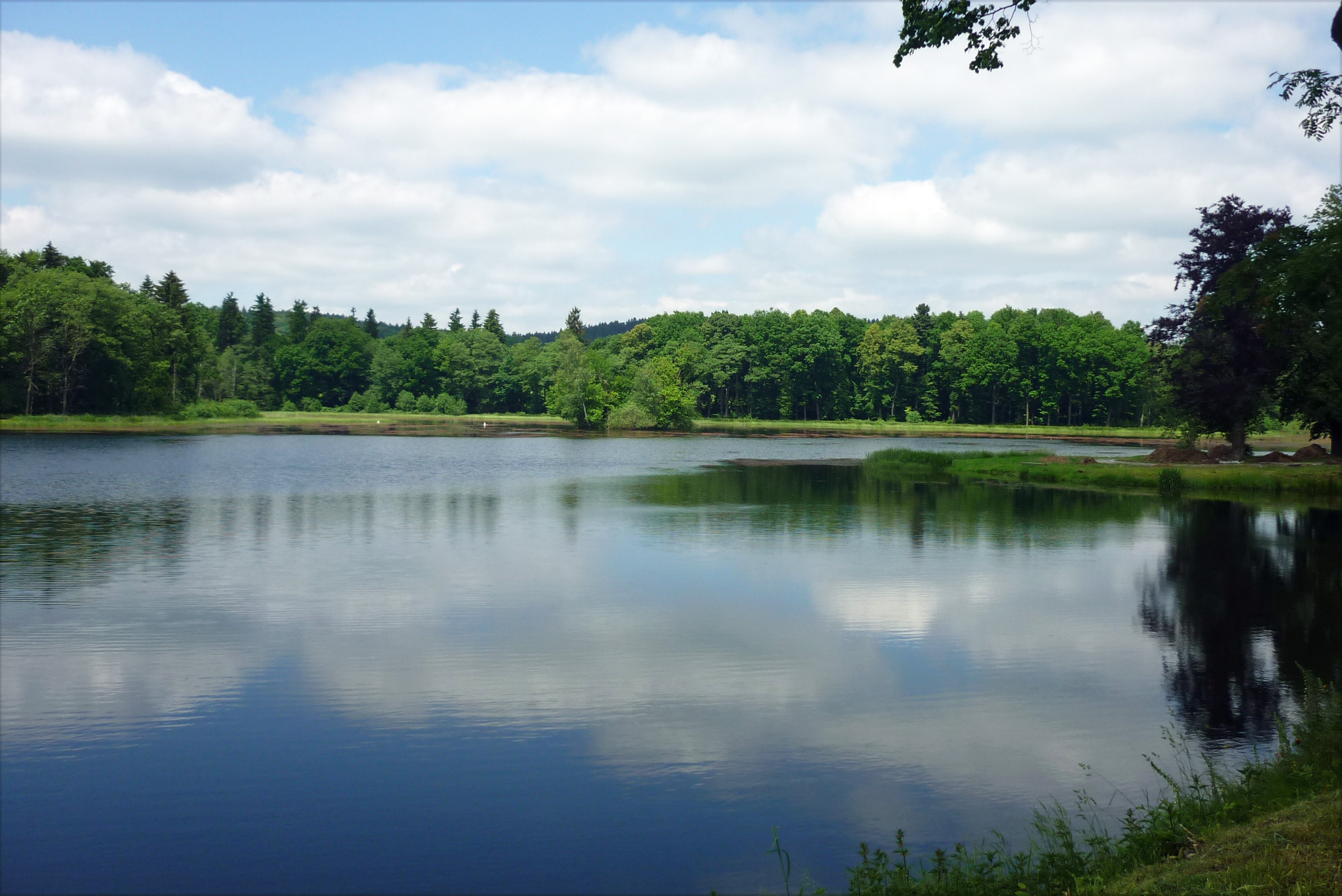
Zámecký rybník (2015)
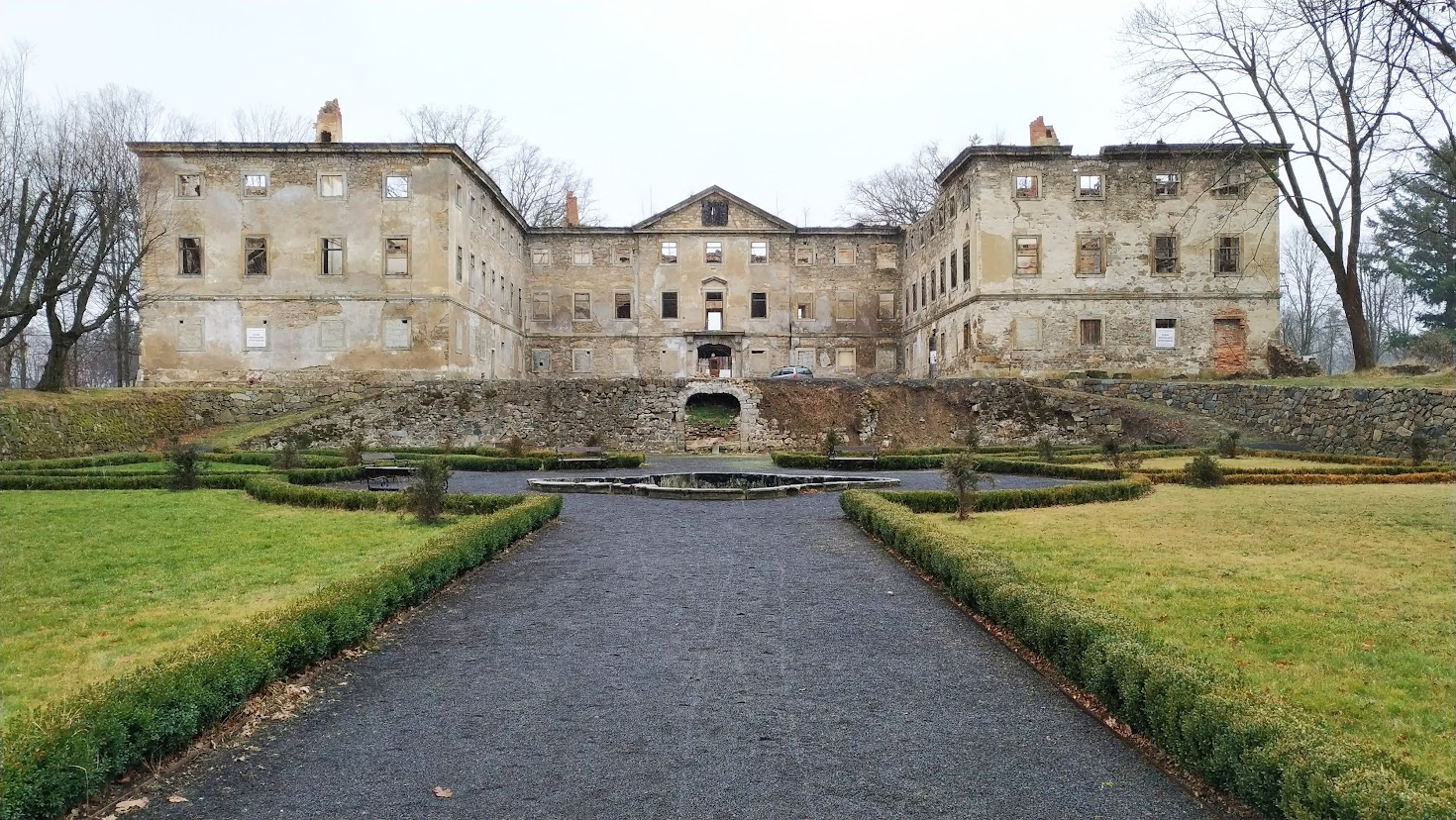
Pohled z parku (2020)
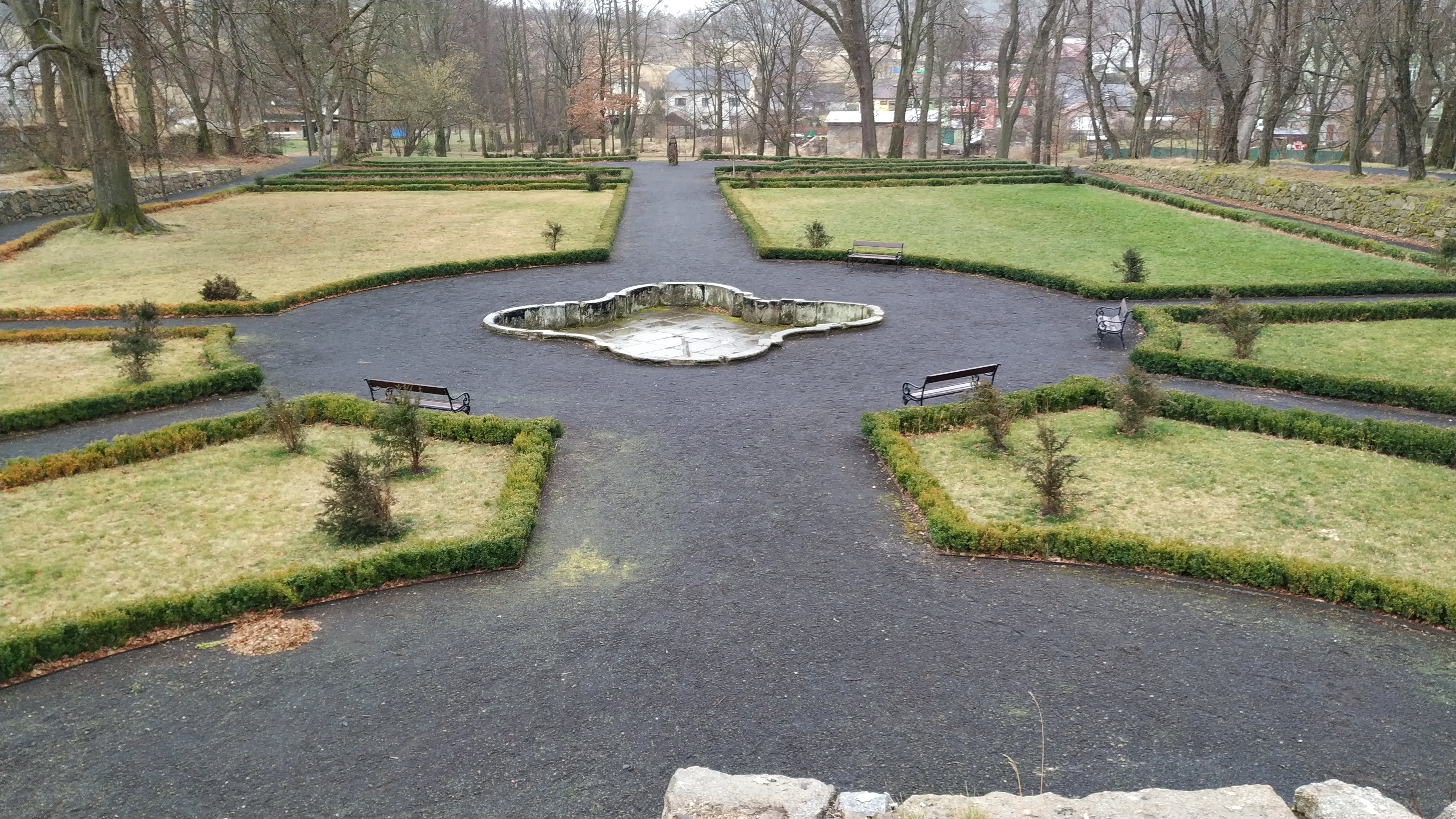
Park (2020)
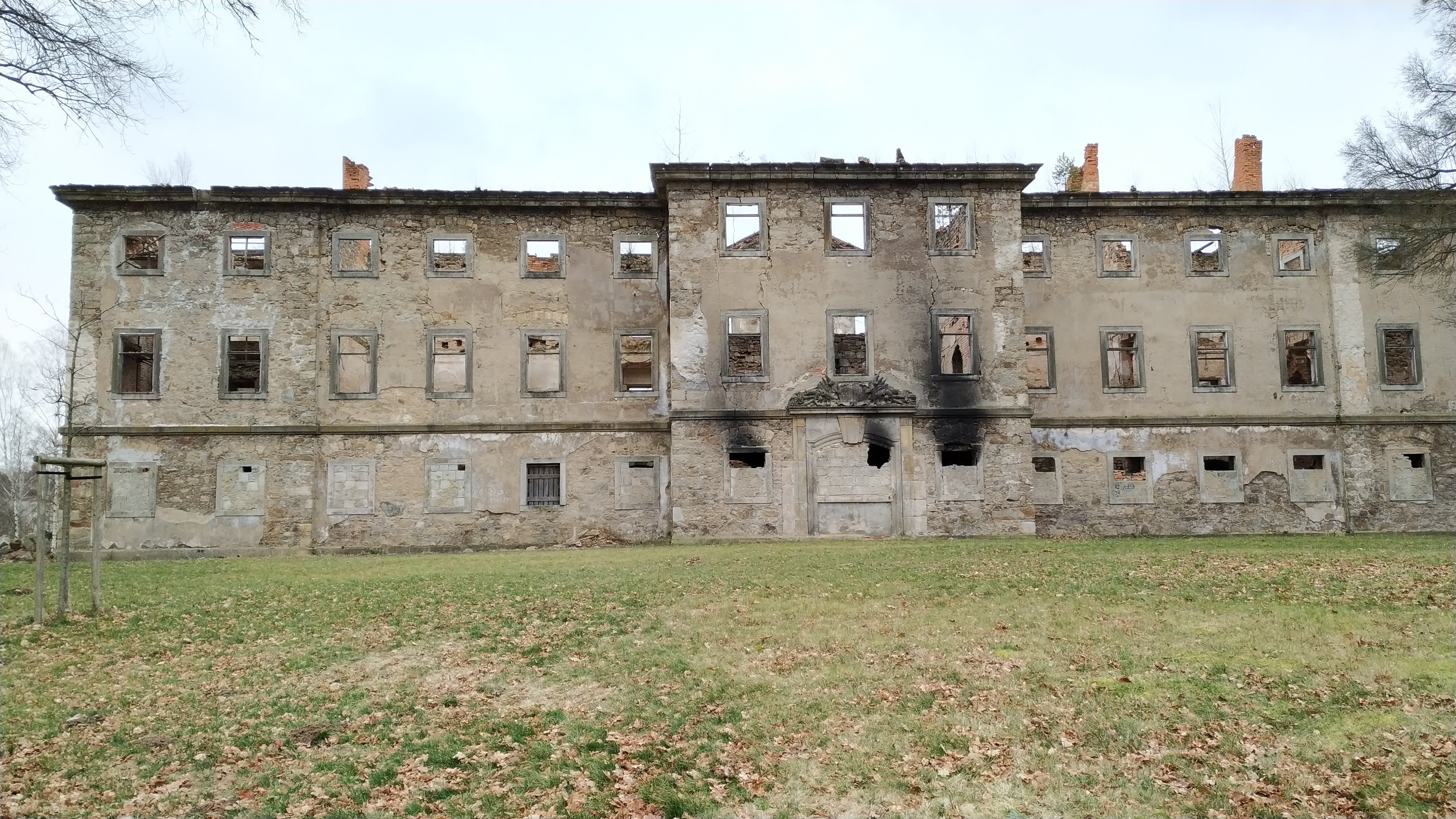
Průčelí (2020)